# Phobos (thần thoại)

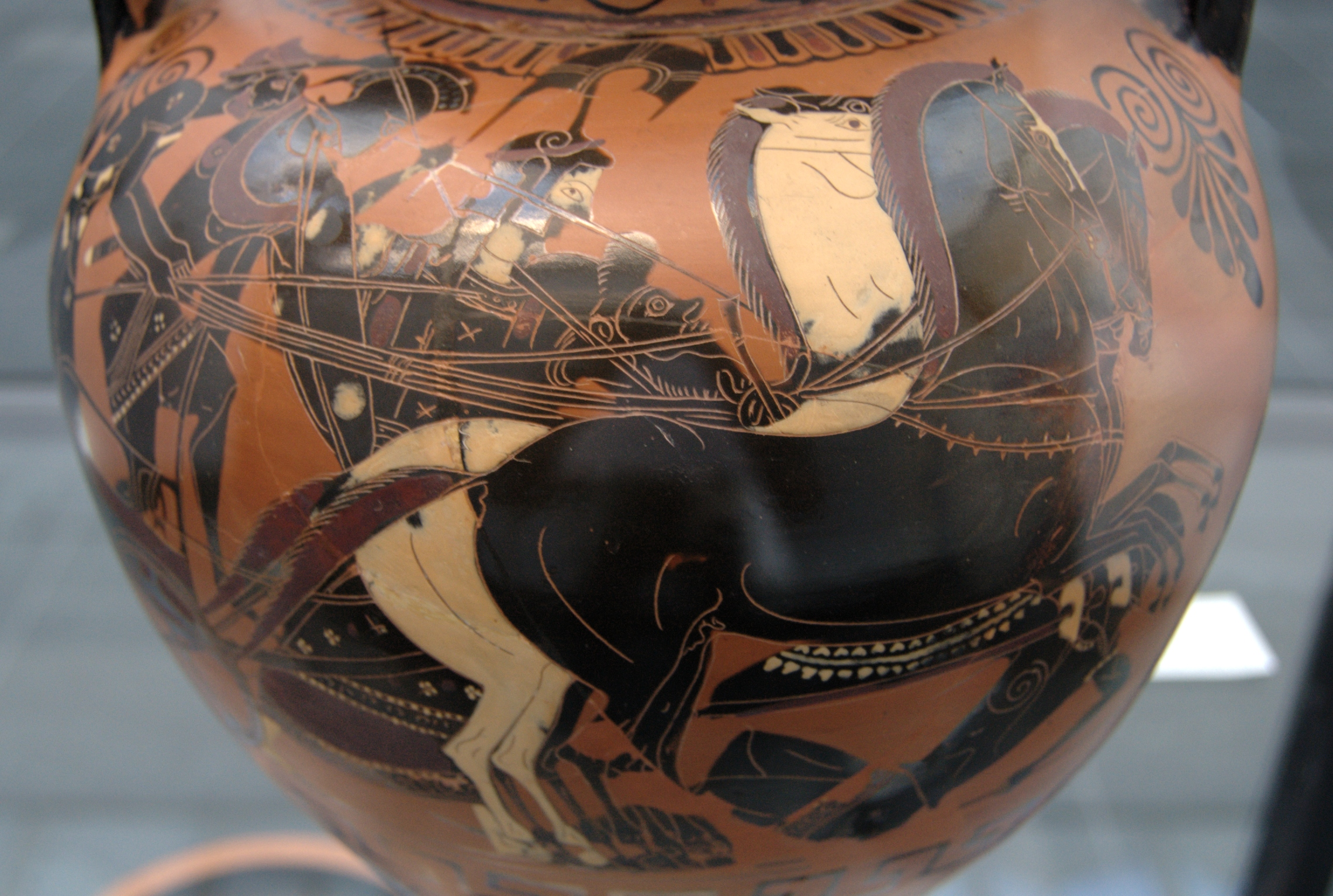
Phobos và Ares trong cỗ xe của Ares - họa sĩ: Manner of the Lysippides Họa sĩ (nguồn: Wikimedia Commons)

Phobos (tiếng Hy Lạp cổ: Φόβος, phát âm [pʰóbos], có nghĩa là "sợ hãi") là sự nhân cách hóa nỗi sợ hãi trong thần thoại Hy Lạp. Phobos là con đẻ của Aphrodite và Ares. Vị thần này được biết đến khi đi cùng Ares vào trận chiến cùng với nữ thần chiến tranh cổ đại Enyo, nữ thần bất hòa Eris (cả hai là chị em của Ares) và anh trai sinh đôi của Phobos là Deimos (khủng bố).
Trong thần thoại Hy Lạp cổ điển, Phobos giống như một sự nhân cách hóa nỗi sợ hãi do chiến tranh mang lại và không xuất hiện như một nhân vật trong bất kỳ huyền thoại nào. Timor hoặc Timorus là tương đương La Mã của mình. Trong thần thoại La Mã, ông cũng được gọi là Pavor.